# Grandidierella kanakensis
Grandidierella kanakensis is een vlokreeftensoort uit de familie van de Aoridae. De wetenschappelijke naam van de soort is voor het eerst geldig gepubliceerd in 1998 door Myers.